# Dreiheiligen-Schlachthof
Dreiheiligen-Schlachthof ist ein Stadtteil von Innsbruck mit 4003 Einwohnern (Stand April 2014).

## Lage und statistische Daten
Dreiheiligen-Schlachthof ist ein statistischer Stadtteil der Stadt Innsbruck, der zur Fraktion und Katastralgemeinde Innsbruck gehört. Es handelt sich um ein schmales, langgestrecktes Gebiet, das im Westen durch die Viaduktbögen der Bahn, im Osten durch die Sill, im Norden durch den Inn und im Süden durch die Amraser Straße begrenzt wird.
Dreiheiligen-Schlachthof grenzt im Westen an die statistischen Stadtteile Saggen und Innenstadt, im Osten an Pradl und die Reichenau. Der Stadtteil besteht aus den beiden statistischen Bezirken (Zählbezirken) Dreiheiligen (24,2 ha, 2400 Einwohner, 236 Gebäude) und Saggen-Ost (17,7 ha, 1603 Einwohner, 175 Gebäude; Stand April 2014), die durch die Bienerstraße getrennt werden. Der Stadtteil hat damit 4003 Einwohner und eine Bevölkerungsdichte von 9554 Einwohnern/km². 10,9 % der Bevölkerung sind jünger als 15 Jahre, 15,1 % älter als 65. Der Ausländeranteil beträgt 25,4 %.

## Geschichte

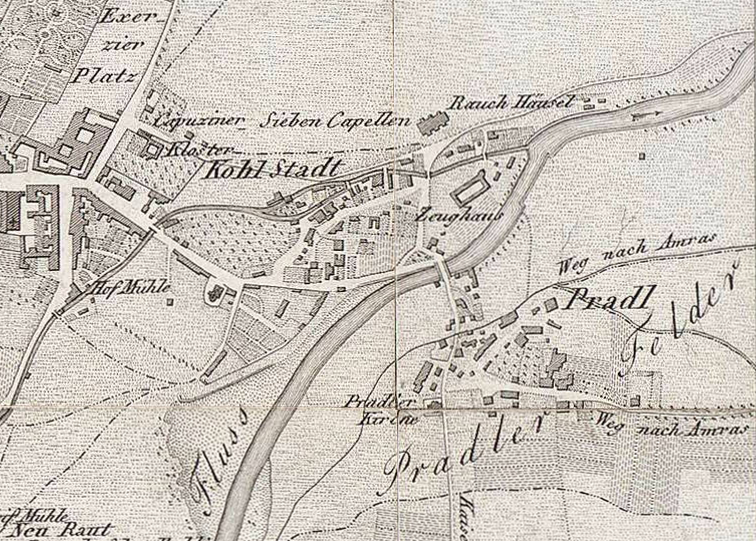
Die Kohlstatt im Plan der kk. Provinzial-Hauptstadt Innsbruck (um 1840)

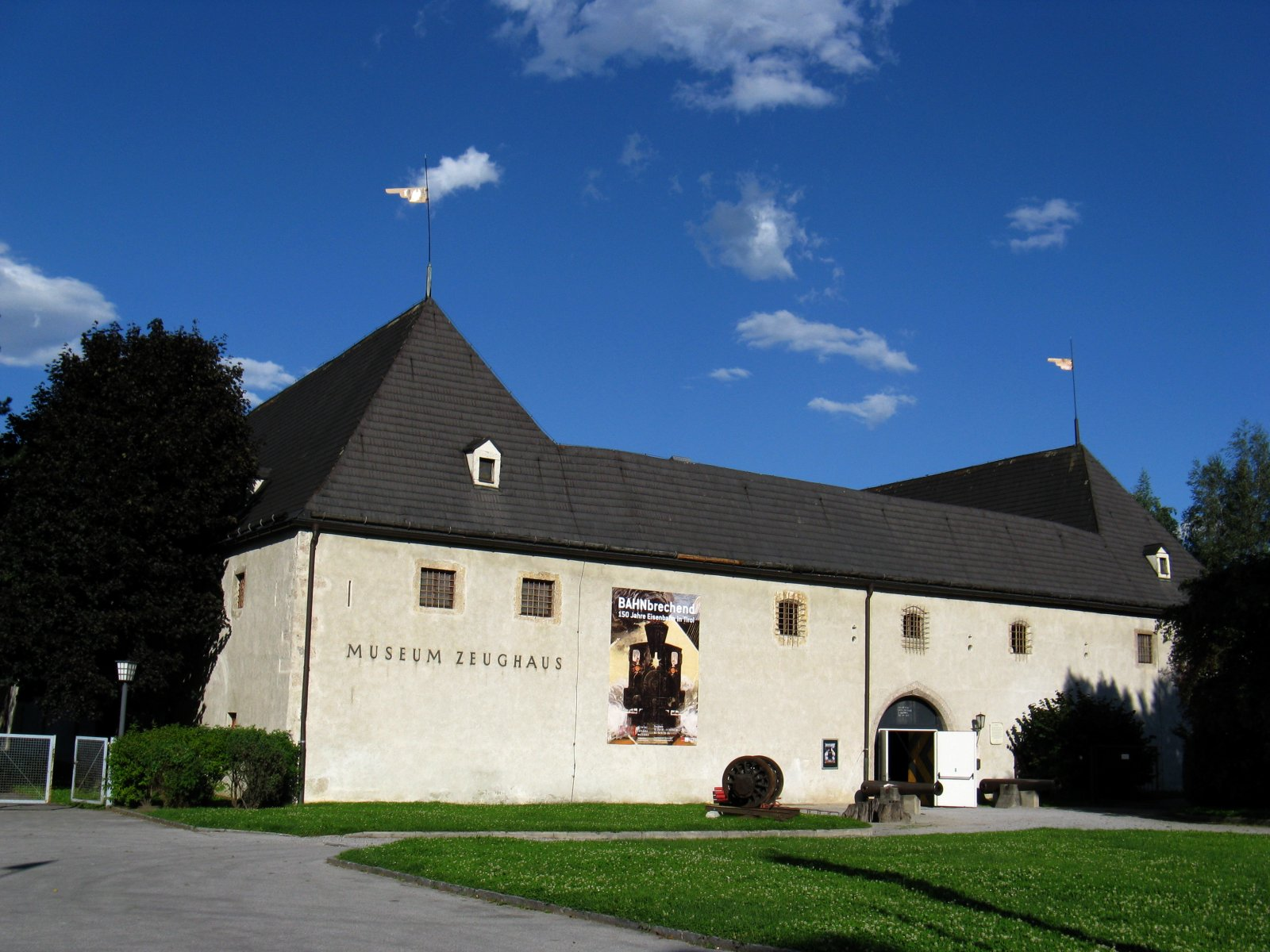
Zeughaus

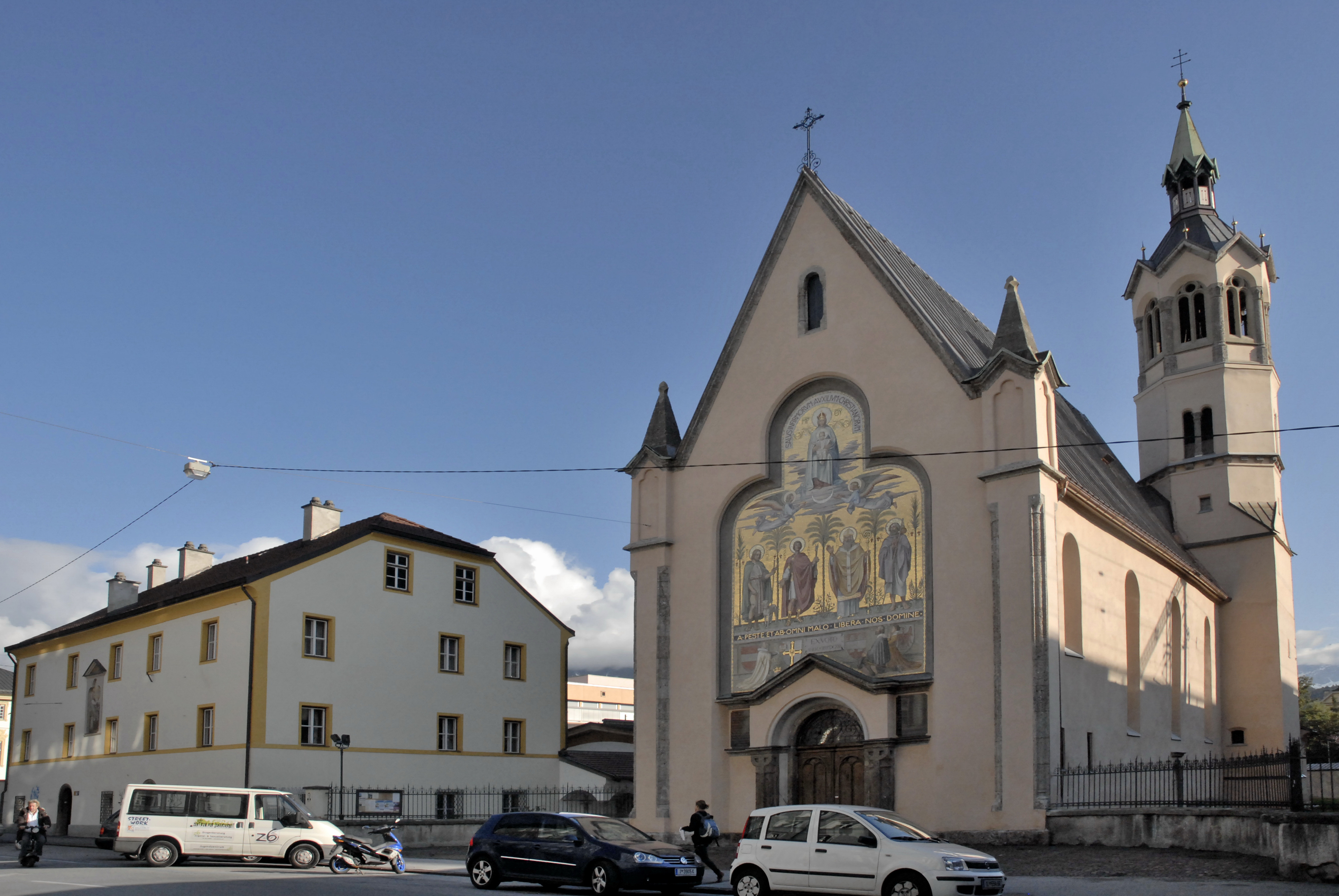
Dreiheiligenkirche mit Widum

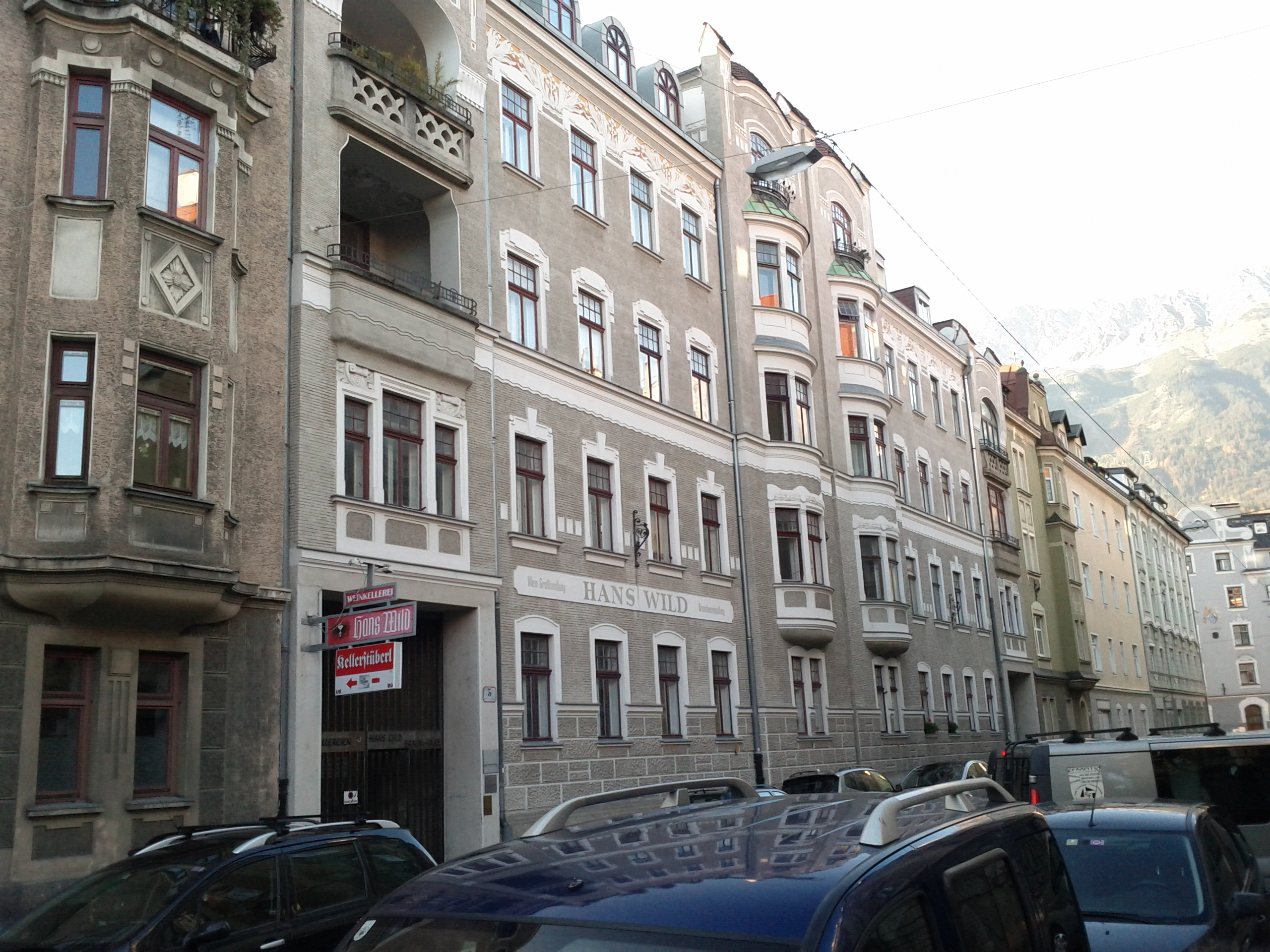
Typische Gründerzeitbebauung in der Grillparzerstraße

Das Gebiet von Dreiheiligen gehörte ursprünglich zum Saggen, den die Stadt Innsbruck 1453 vom Stift Wilten erwarb. Zunächst wurde eine Silberschmelzhütte errichtet und zu ihrer Versorgung mit Brennstoff eine Köhlerei. Von dieser erhielt das Gebiet den Namen Kohlstatt. Es siedelten sich weitere Gewerbebetriebe an, die die Wasserkraft von Sill und Sillkanal nutzten, darunter die Hofmühle, eine Bierbrauerei, Gerbereien und Schmieden. Nordöstlich davon ließ Kaiser Maximilian I. von 1500 bis 1506 das Zeughaus errichten.
Von 1583 bis 1584 wurde die Siebenkapellenkirche als Heiliggrabkirche nach dem Vorbild der Grabeskirche in Jerusalem mit sieben Stationskapellen errichtet. 1670 wurde die Kirche durch ein Erdbeben schwer beschädigt und von 1676 bis 1678 neu gebaut.
Als Innsbruck im 17. Jahrhundert von der Pest betroffen war, befand sich in der Kohlstatt, außerhalb der Stadtmauern, ein Lazarett für die Pestkranken. Um der Seuche Einhalt zu gebieten, wurde am 21. September 1611 der Bau einer neuen Kirche zu Ehren der Pestpatrone Sebastian, Pirmin und Rochus gelobt. Am 12. April 1612 wurde der Grundstein gelegt und schon am 13. Oktober 1613 konnte die Dreiheiligenkirche geweiht werden. 1785 wurde das Votivgemälde des hl. Alexius aus der aufgelassenen Siebenkapellenkirche übertragen, der damit zum vierten Patron der Kirche wurde. Im 19. Jahrhundert wurde die Kirche umgebaut und vergrößert. Von der Kirche erhielt der ganze Stadtteil den Namen Dreiheiligen.
Ab dem 17. Jahrhundert wurde einfache Wohnhäuser für die Beschäftigten der Betriebe in der Kohlstatt errichtet, in der 2. Hälfte des 19. Jahrhunderts entwickelte sich die Gegend zu einem beliebten Wohnviertel. Insbesondere die neue Bahnstrecke führte zu einem Bevölkerungszuwachs. Schon 1775 erhielt Dreiheiligen die erste Volksschule, 1876 wurde, bedingt durch den gestiegenen Zuzug, ein neues Schulhaus errichtet.
1898 wurden von der Vinzenzgemeinschaft St. Jakob die „Vinzenzhäuser“ (oder „Vinzenzihäuser“) in der Kapuzinergasse entlang des Bahnviadukts errichtet. In ihren 88 Wohnungen boten sie Wohnraum für mehr als 700 sozial bedürftige Menschen.
Am Gelände des ehemaligen Schlachthofs zwischen Bahnlinie und Sill wurde 1922–1925 der Schlachthofblock unter Leitung von Stadtbaudirektor Jakob Albert und Architekt Theodor Prachensky als eine der ersten städtischen Wohnanlagen erbaut, die als Prototyp für weitere städtische Wohnbauten diente. Die 19 fünfgeschoßigen Häuser bilden eine geschlossene Anlage von 183 Wohneinheiten.

## Kultur
Das 2006 gegründete Theater Praesent nahm im September 2011 im Keller der Jahnstraße 25, in den ehemaligen Räumlichkeiten der Wäscherei Omelko und des Theaters an der Sill,  seinen Betrieb auf. Seit 2010 befindet sich in den Räumlichkeiten der ehemaligen Großbäckerei Therese Mölk das Kulturzentrum Die Bäckerei, das auch Mitglied des europaweiten Kulturnetzwerks Trans Europe Halles ist. Das Zeughaus wird bereits seit 1973 als Museum verwendet und ist mittlerweile eine Außenstelle des Tiroler Landesmuseums.

## Wappen
Da in Tirol nur Gemeinden dazu berechtigt sind, führt Dreiheiligen kein offizielles Wappen. Wie für die anderen Innsbrucker Stadtteile wurde aber ein inoffizielles Stadtteilwappen entworfen, das 1995 von Vertretern des Stadtteils und der Pfarre Dreiheiligen angenommen wurde.
Der Schild des Stadtteilwappens ist viergeteilt und zeigt im rechten oberen Feld in Rot auf schwarzem Schildfuß eine aus zehn silbernen Kanonenkugeln gebildete Pyramide und im linken unteren Feld in Rot auf schwarzem Schildfuß eine Fassadenansicht der Dreiheiligenkirche mit ihrem Glockenturm. Das linke obere und rechte untere Feld zeigt in Grün einen silbernen schrägrechten Wellenbalken. Es erinnert mit den Kanonenkugeln an das Zeughaus und mit den Wellenbalken an die Lage zwischen Sill und ehemaligem Sillkanal.